# Браунова скокливка
Брауновата скокливка (Callicebus barbarabrownae) е вид бозайник от семейство Сакови (Pitheciidae). Видът е критично застрашен от изчезване.

## Разпространение
Разпространен е в Бразилия.